# El Vallecito (Baja California)
El Vallecito, también conocido como Vallecitos, es una zona arqueológica que resguarda uno de los 23 sitios de Arte Rupestre en Baja California, ubicado en la parte norte de la Sierra de Juárez, al noreste del poblado de La Rumorosa, en el municipio de Tecate, Baja California, México. Cuenta con acceso pavimentado, puede ser visitado y recorrido por una pequeña cuota. Está acondicionado y resguardado por el Instituto Nacional de Antropología e Historia. Comprende un área de 165 hectáreas.

## Historia
Se cree que Baja California tuvo presencia humana durante miles de años, sin embargo, la evidencia disponible indica una ocupación aproximada desde el 8,000 A. C. Algunos sitios son más recientes, se estima que se desarrollaron en los últimos mil años, aunque los grabados, más resistentes a la erosión, podrían ser más antiguos.
El sitio estaba habitado por el grupo étnico kumiai, de la familia de los yumanos cuyo territorio comprendía desde Santo Tomás (Baja California), hasta la costa de San Diego en California. La región oriental varió desde el área de Escondido, California, hasta las montañas y desiertos en el norte de Baja California, incluida la zona de Laguna Salada y parte de la Sierra Juárez conocida como La Rumorosa.
El Vallecito es considerado uno de los más importantes de la región. Hay varias zonas arqueológicas importantes; sin embargo, oficialmente aún no han sido nombradas por las autoridades responsables.
El sitio tiene muchas pinturas rupestres o petroglifos hechos por los antiguos habitantes de la península. Se sabe que el territorio estaba ocupado por grupos nómadas que vivían en la región y que basaban su existencia en la caza y la cosecha de frutas, semillas, raíces y mariscos. Las figuras rupestres se encuentran en resguardos o abrigos rocosos, o cuevas abiertas, elaboradas por los kumiai. El tipo de pintura es estilo diegueño, el cual se caracteriza por colores rojo, negro, blanco y amarillo, mismo que se encuentra unos 800 km al sur en el sitio de Cataviña, así como los de Anza-Borrego en el estado de California, EUA. Este nombre fue cambiado a Rumorosa.  
Las rocas decoradas con figuras blancas, negras y rojas son imágenes hechas hace aproximadamente tres mil años, cuando varios flujos migratorios penetraron en la región de Baja California, conocida como Yumano Quechan, que provenía de lo que ahora son los Estados Unidos.
El sitio es plano con afloramientos rocosos de tipo granítico y pequeñas lomas. Existe un sendero y ruta recomendada y señalada de aproximadamente dos kilómetros, donde se pueden apreciar los conjuntos rupestres. Se aprecian figuras humanas y animales acompañadas de líneas, soles, figuras geométricas y abstractas. También se pueden apreciar algunos morteros. 

## Arte rupestre
Este sitio está compuesto por 23 conjuntos, entre los cuales se destacan las famosas pinturas rupestres presentes en cinco abrigos rocosos: El Tiburón, El Diablito, El Hombre Enraizado, La Cueva del Indio y Solecitos. 

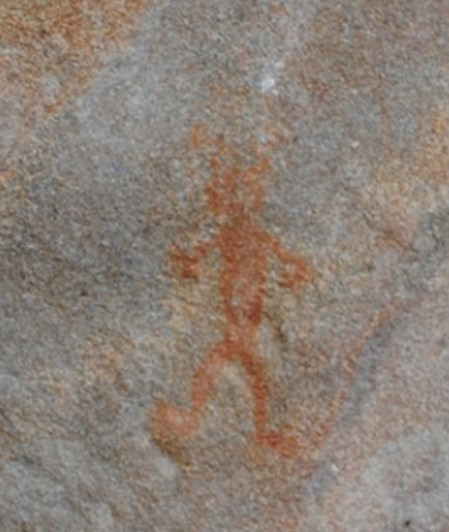
El diablito.

### El diablito
El diablito es una enigmática figura antropomorfa que se destaca por su llamativo color rojo y su presencia ritual cada 21 de diciembre, coincidiendo con el solsticio de invierno. De acuerdo con los arqueólogos, esta misteriosa entidad es la representación de un chamán kumiai, cuya imagen está adornada con un tocado característico de plumas en su cabeza, otorgándole una apariencia distintiva y sagrada.
Esta figura posee una relevancia arqueológica trascendental, lo cual ha despertado el interés en la realización de excavaciones científicas. Dichas investigaciones han arrojado descubrimientos significativos de restos cremados, lo que sugiere que Vallecitos, el lugar de su aparición, podría haber sido un sitio ceremonial y funerario utilizado en los ritos de iniciación de los chamanes.

### El Hombre enraizado

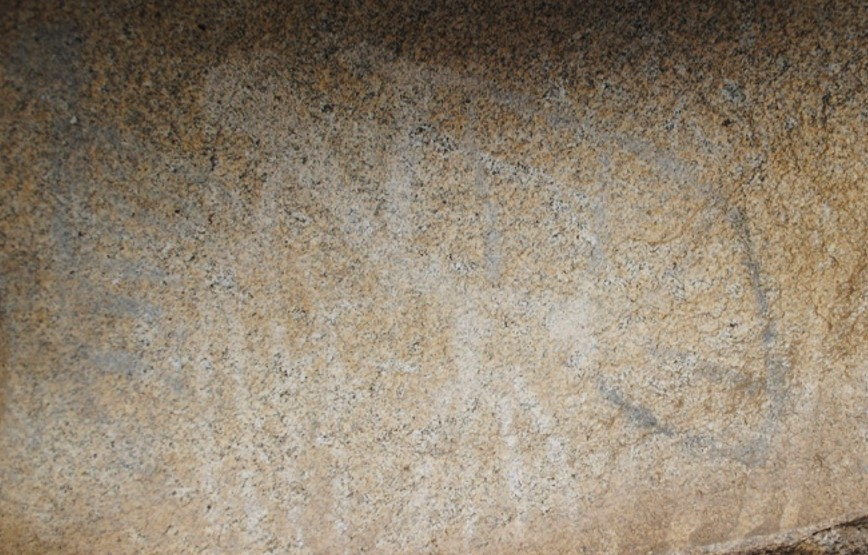
El Hombre enraizado

Ésta figura humana, está en forma horizontal, en cuya parte superior es atravesada por un gran clavo hacia abajo, y de una mano, inician 4 líneas hacia abajo a manera de raíz y de un pie, salen otras 4 líneas hacia abajo.

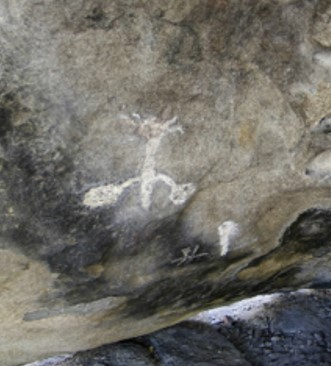
Chamán bailando. Foto del INAH

### Chamán

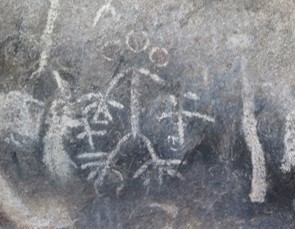
Persona con aretes. Foto del INAH

Es la figura en la cual en la parte superior salen unas líneas hacia arriba a manera de penacho. En la parte inferior cuenta con dos extremidades que en su extremo terminan a en forma de óvalos manera de pies. Una interpretación es un chamán bailando.

### Solecitos
Es un conjunto de dos soles, color ocre, donde el centro es un pequeño agujero.

### Persona con aretes
Es una figura humana pintada en color blanco, con manos y brazos extendidos, donde resaltan dos círculos blancos con el centro de color rojo.   